# Correndo con le forbici in mano
Correndo con le forbici in mano (Running with Scissors) è un film del 2006 diretto da Ryan Murphy, tratto dall'omonimo romanzo autobiografico di Augusten Burroughs.

## Trama
Augusten Burroughs ha un padre assente ed alcolizzato ed una madre ossessionata dalla scrittura e dal proprio subconscio creativo. Dopo la loro drammatica separazione, Augusten viene dimenticato e parcheggiato nella casa del dottor Finch, l'originale quanto folle psichiatra della madre. L'uomo, che pratica la scienza della psichiatria come fosse un'alchimia, esercita sui propri pazienti un forte ascendente. Derubata dei beni e della salute, Deirdre Burroughs lascia che il dottor Finch adotti Augusten.
Abbandonato in una casa vittoriana tinta di rosa, Augusten si rassegna presto a convivere con la sua nuova famiglia: la signora Finch, madre affettuosa che passa le sue giornate davanti agli episodi di Dark Shadows, Hope, figlia maggiore dei Finch devota al padre ed al suo gatto Freud, Natalie, figlia minore col vizio dell'elettroshock e Neil Bookman, figlio adottivo gay col complesso di Edipo. Deciso a sopravvivere all'abbandono dei suoi ed alle paranoie quotidiane dei Finch, Augusten attraverserà tutto d'un fiato gli anni settanta e l'adolescenza, approdando a New York dove troverà lavoro come pubblicitario. Il seguito delle sue avventure nella Grande Mela saranno raccolte nel libro autobiografico intitolato "Dry".

## Curiosità
- Nei titoli di coda compare il vero Augusten Burroughs insieme al suo interprete nel film Joseph Cross.

## Riconoscimenti
- 2007 - Golden Globe
  - Nomination Migliore attrice in un film commedia o musicale a Annette Bening
- 2006 - Satellite Award
  - Miglior attore in un film commedia o musicale a Joseph Cross
  - Nomination Miglior attrice in un film commedia o musicale a Annette Bening
- 2006 - Critics' Choice Movie Award
  - Nomination Miglior giovane attore a Joseph Cross
- 2007 - GLAAD Media Awards
  - Nomination Miglior film della grande distribuzione